# 14 mars 1978
Le mardi 14 mars 1978 est le 73e jour de l'année 1978.

## Naissances
- Carl-Johan Bergman, biathlète suédois
- Carlo Giuliani (mort le 20 juillet 2001), étudiant et militant « no-global » italien
- David Diem, artiste français
- Giorgio A. Tsoukalos, écrivain et présentateur de télévision grec
- Haruki Seto, joueur de football japonais
- Javier Ramírez Abeja, coureur cycliste espagnol
- Monica Mayhem, actrice pornographique australienne
- Pieter van den Hoogenband, nageur néerlandais
- Rabie Benchergui, joueur de football algérien
- Samuel Allegro, footballeur français
- Seiko Okamoto, joueuse de tennis japonaise

## Décès
- Georges Haupt (né le 18 janvier 1928), historien français

## Événements
- À la suite de l’action d’un commando palestinien qui a fait 37 victimes israéliennes, l’État hébreu lance l’opération Litani et occupe le Liban au sud du fleuve du même nom. 250 000 libanais doivent se réfugier au-delà du Litani. L’opération est condamnée par le Conseil de sécurité qui crée la Force intérimaire des Nations unies au Liban (FINUL) composée de 4000 casques bleus et déployée dans le Liban Sud (résolutions 425 et 426). En juin, l’armée israélienne se retire mais conserve une bande d’occupation d’environ 10 km le long de la frontière contrôlée par la milice chrétienne de Saad Haddad, l’armée du Liban Sud.
- Aux Pays-Bas, la police libère soixante-et-onze otages, capturés la veille par des terroristes moluquois.